# Weersterweg 14
De boerderij op het adres Weersterweg 14 in de Nederlandse plaats Den Horn (gemeente Westerkwartier, provincie Groningen) is een rijksmonumentale kop-hals-rompboerderij.

## Geschiedenis
Op deze plek waar de huidige, 19e-eeuwse, boerderij staat, staat sinds de middeleeuwen een boerderijcomplex. Aan de Weersterweg staan nog drie andere kop-hals-rompboerderijen, die in oorsprong allemaal uit de middeleeuwen stammen.
Het pand werd op 17 februari 1981 aangewezen als rijksmonument.
In de winter van 2019-2020 werd bekend dat een gedeelte door de eigenaar is gesloopt, terwijl er volgens de gemeente niet de juiste papieren voor waren en volgens de eigenaar alles in orde was. De eigenaar heeft ook de Rijksdienst voor het Cultureel Erfgoed verzocht om de monumentstatus te laten schrappen vanwege het ernstige verval.

### Gedeeltelijke sloop
In september 2019 heeft de eigenaar een sloopmelding gedaan voor het verwijderen van asbest. Voor het verwijderen van asbest is in principe geen vergunning nodig. De eigenaar heeft niet alleen asbest verwijderd, maar ook een deel van de stal gesloopt. Omdat hier volgens de gemeente Westerkwartier geen vergunning voor was verleend, heeft deze een bouwstop opgelegd. De eigenaar is echter van mening dat hij wel in bezit is van alle benodigde vergunningen voor verwijderen van het asbest en de sloop van de schuur.

## Omschrijving
De boerderij bestaat uit een neoclassicistisch woonhuis en een schuur. Deze twee zijn met elkaar verbonden via een korte gang met lager dak. Het woonhuis staat dwars op de schuur en is onderkelderd. Op beide hoeken van de nok van het schilddak staat een gemetselde schoorsteen. De woning heeft aan de voor- en zijgevels een geprofileerde gootlijst.
De voorgevel van de woning is symmetrisch opgezet, met in het midden een ingangspartij met twee hardstenen treden. De voordeur bestaat uit een dubbele paneeldeur met rijk gedecoreerde gietijzeren sierroosters en een getoogd bovenlicht met twee gesneden leeuwen die loofwerk vasthouden. Om dit geheel is een vlakke, gestucte omlijsting geplaatst. Door de in het midden gelegen ingangspartij heeft de woning ook een middengang met aan weerszijden kamers. Aan elke kant van de voordeur zijn twee vensters geplaatst. Van origine zaten hier T-vensters in met zes ruiten: vier ruiten in het schuifvenster en twee in het bovenlicht. Boven de vensters zijn in de voorgevel rozetvormige sierankers geplaatst en in de zijgevels staafvormige muurankers.
De gang tussen het woonhuis en de schuur bevat een strokendeur, waardoor deze ook van buitenaf toegankelijk is. Het bedrijfsgedeelte verbreed zich naar achteren toe. Het dak is van origine gedekt met riet met tegen de nok aan, op de uiteinden uileborden. De lage zijgevels kennen verschillende soorten vensteropeningen.